# Scapheremaeus palustris
Scapheremaeus palustris är en kvalsterart som först beskrevs av Sellnick 1924.  Scapheremaeus palustris ingår i släktet Scapheremaeus och familjen Cymbaeremaeidae. Inga underarter finns listade i Catalogue of Life.